# Barbara Hagerman
Barbara Hagerman, OPEI (* 9. Februar 1943 in Hartland, New Brunswick; † 6. Oktober 2016 gebürtig Barbara Oliver) war eine kanadische Sängerin, Chorleiterin und Musiklehrerin. Von 2006 bis 2011 war sie Vizegouverneurin der Provinz Prince Edward Island und repräsentierte als solche das Staatsoberhaupt, Königin Elisabeth II., auf Provinzebene.

## Biografie
Sie studierte Gesang und Orgelspiel an der Mount Allison University. 1965 zog sie mit ihrem Ehemann Nelson Hagerman nach Prince Edward Island. Die Mutter von zwei Kindern unterrichtete an Schulen in ihrem Wohnort Summerside und in Charlottetown. Hagerman war Vokalsolistin beim Sinfonieorchester von Prince Edward Island. Von 1986 bis 2003 leitete sie den Summerside Community Choir und hatte mit diesem zahlreiche Auftritte im Osten Kanadas, 1997 auch in der Carnegie Hall in New York City.
Auf Vorschlag von Premierminister Stephen Harper ernannte Generalgouverneurin Michaëlle Jean Hagerman am 12. Juli 2006 zur Vizegouverneurin von Prince Edward Island. Diese Ernennung wurde als Klientelismus und Gefälligkeit seitens des konservativen Premierministers kritisiert. Ihr Ehemann Nelson Hagerman war bis kurz vor ihrem Amtsantritt am 31. Juli 2006 Schatzmeister der Provinzsektion der Konservativen Partei Kanadas und einer konservativen Lobby-Organisation sowie Finanzberater der Prince Edward Island Progressive Conservative Party gewesen.
Hagermans Amtszeit endete am 15. August 2011; ihre Nachfolge trat Frank Lewis an.